# 매니토바호
매니토바 호(Lake Manitoba)는 캐나다 매니토바주에 있는 호수로 매니토바주의 이름이 여기에서 유래했으며 캐나다 내 13번째, 세계에서 33번째로 넓은 담수호다.

## 사진 자료

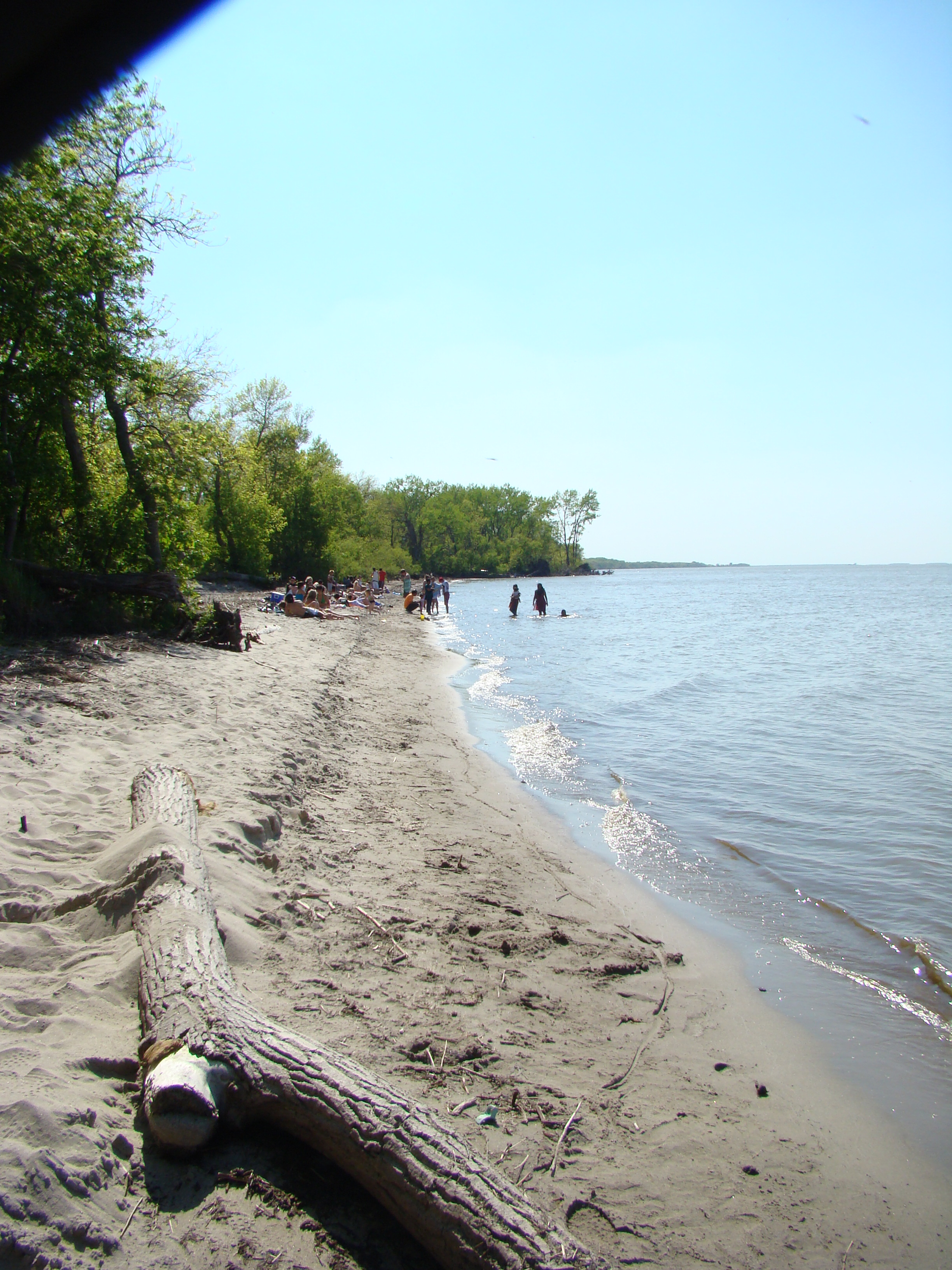
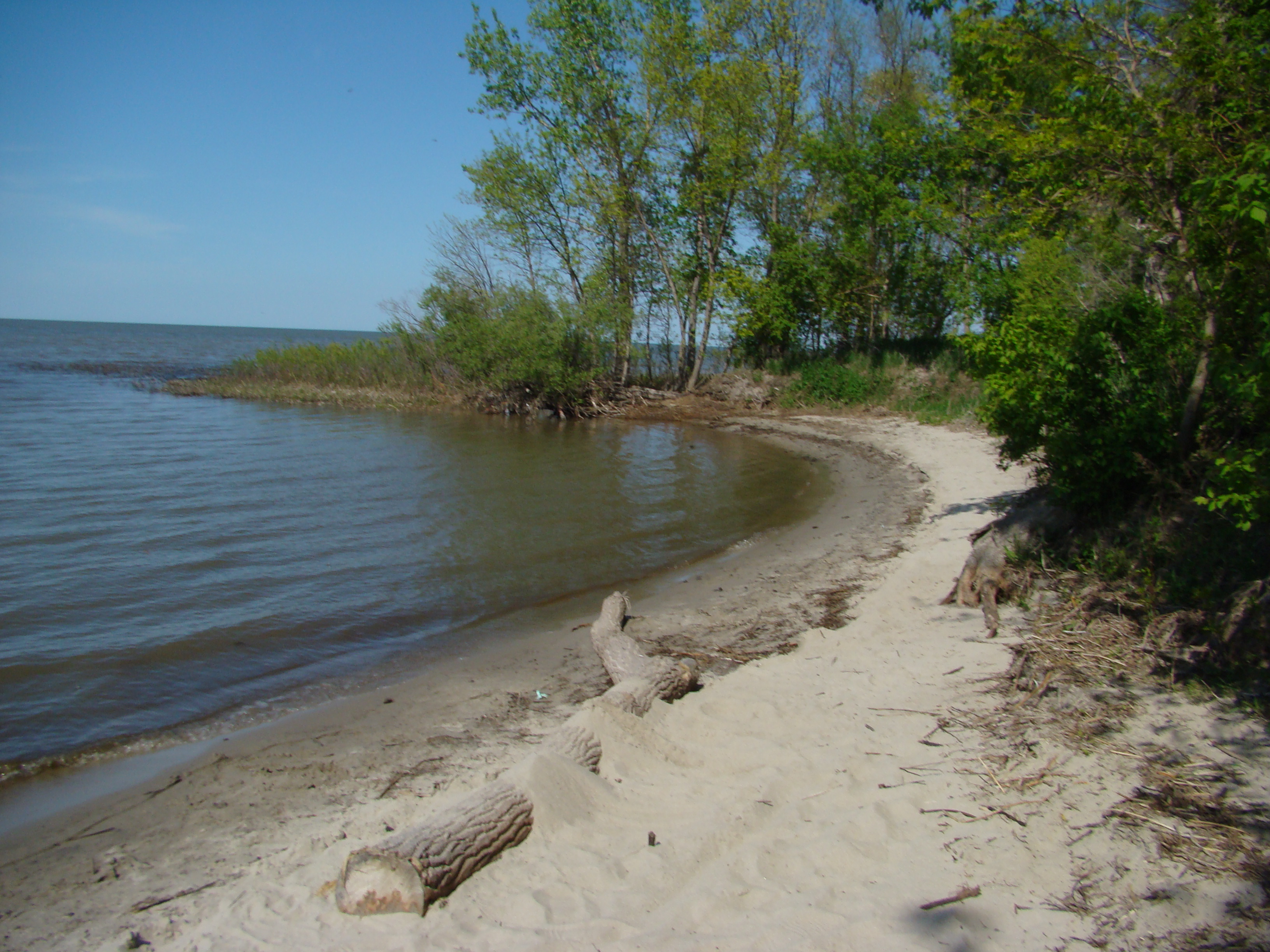
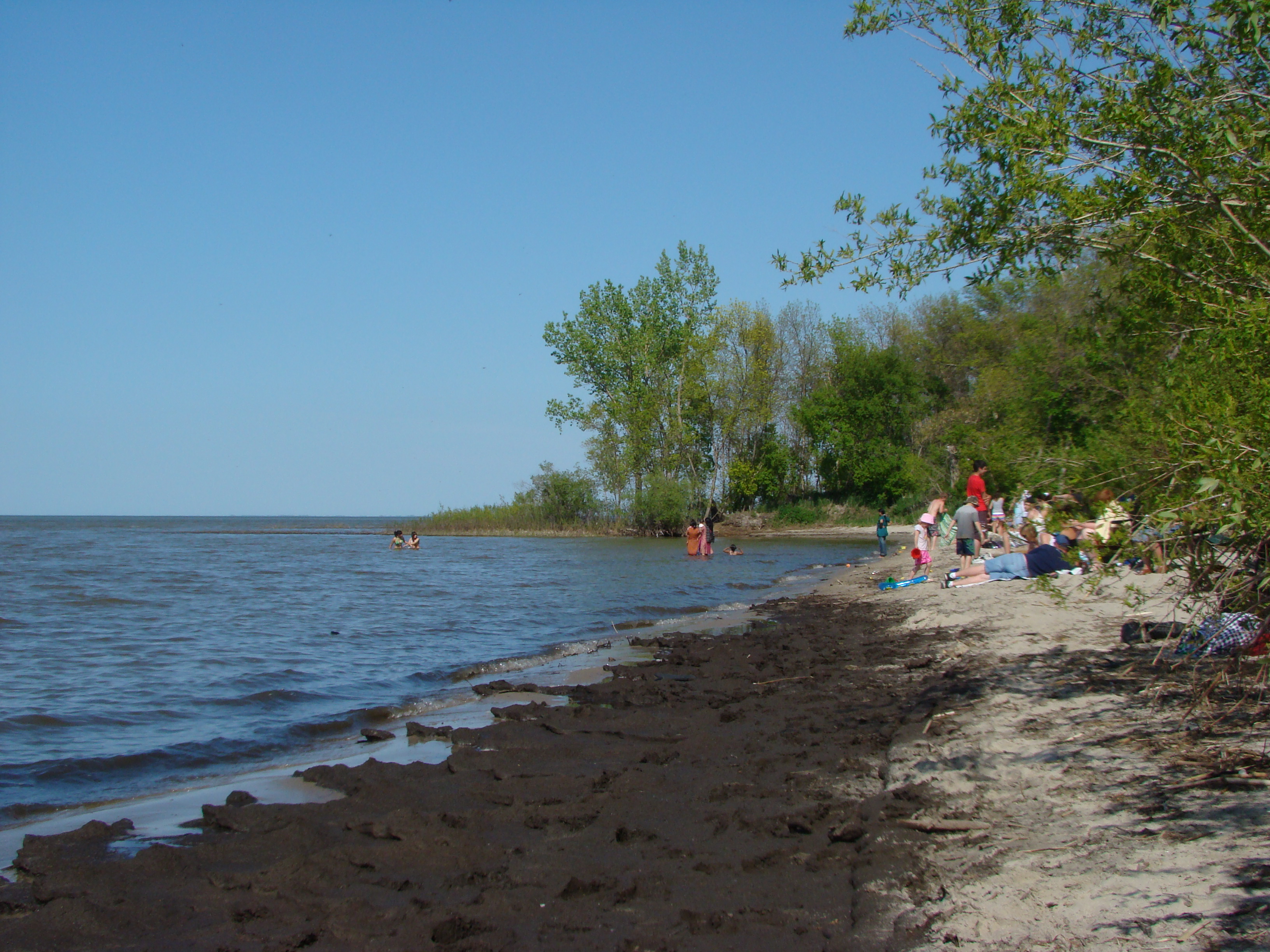
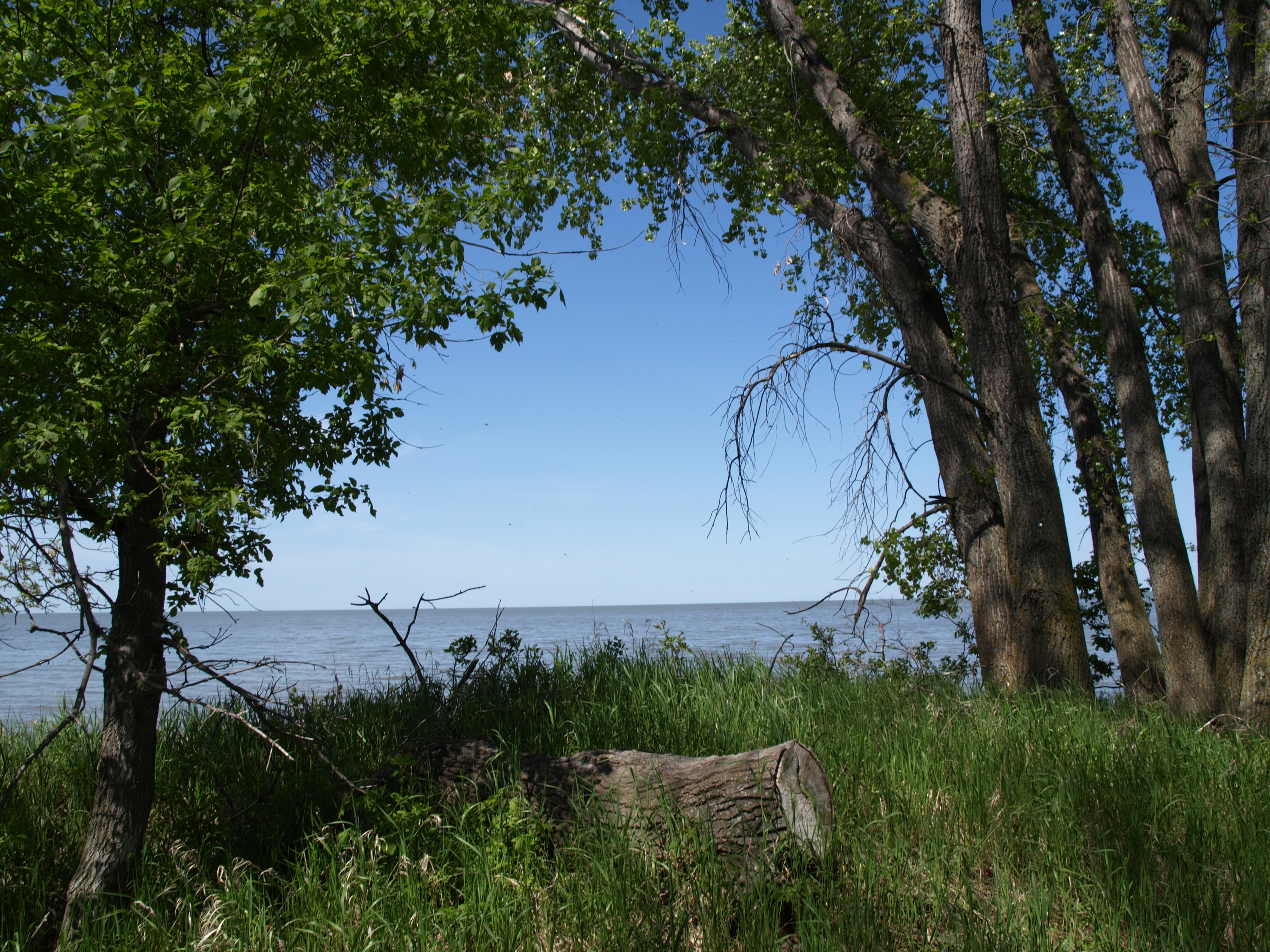
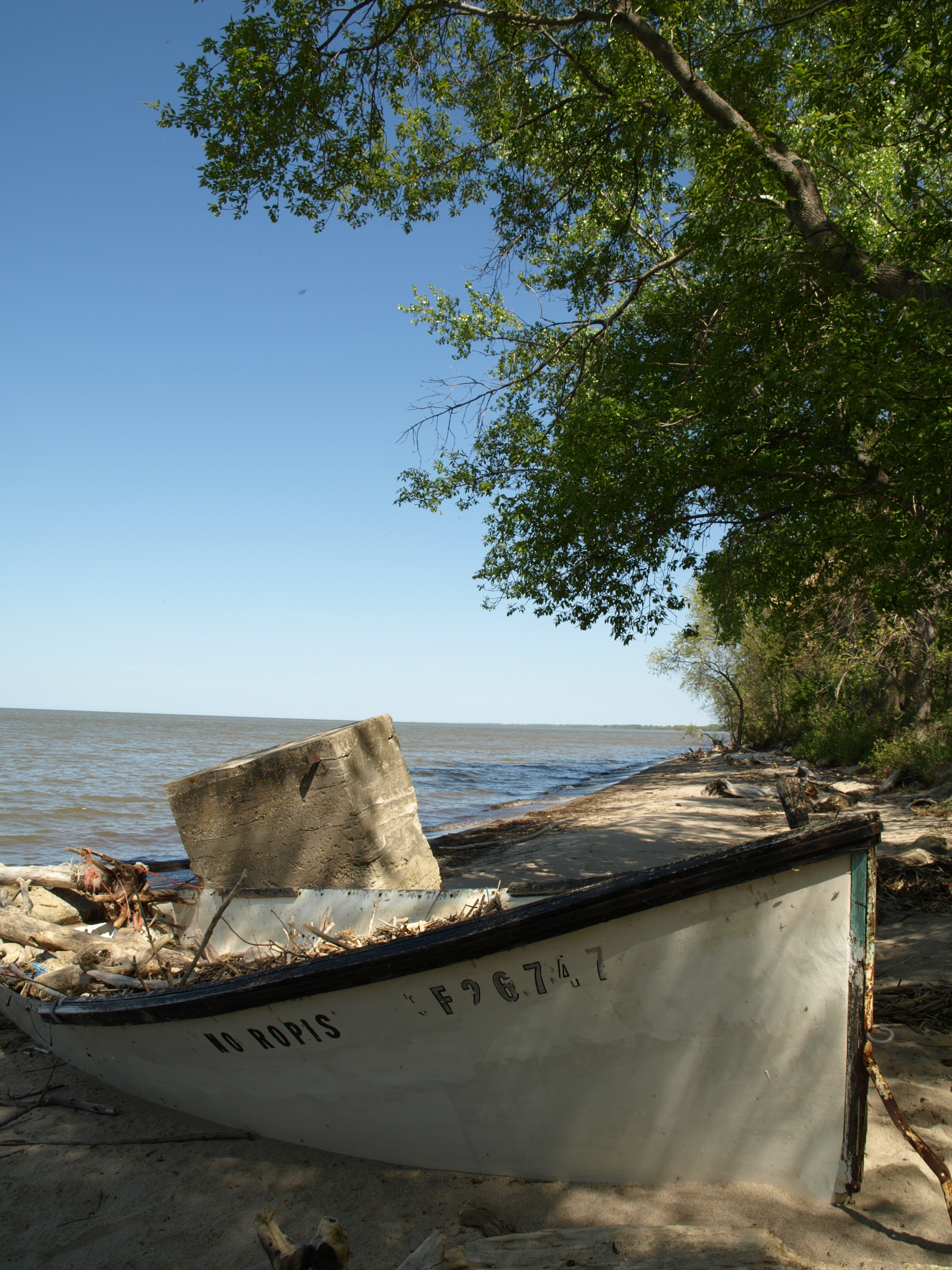
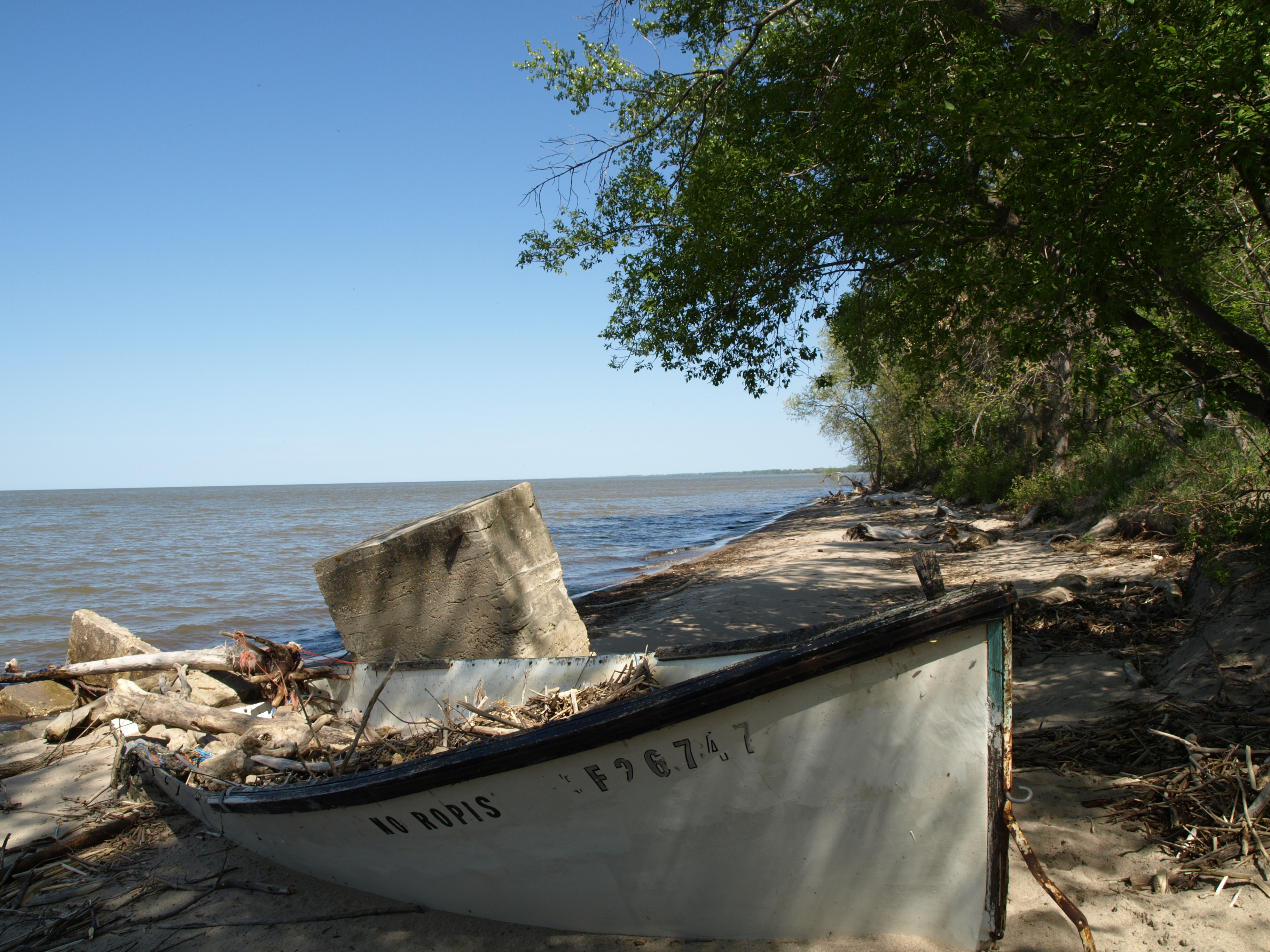
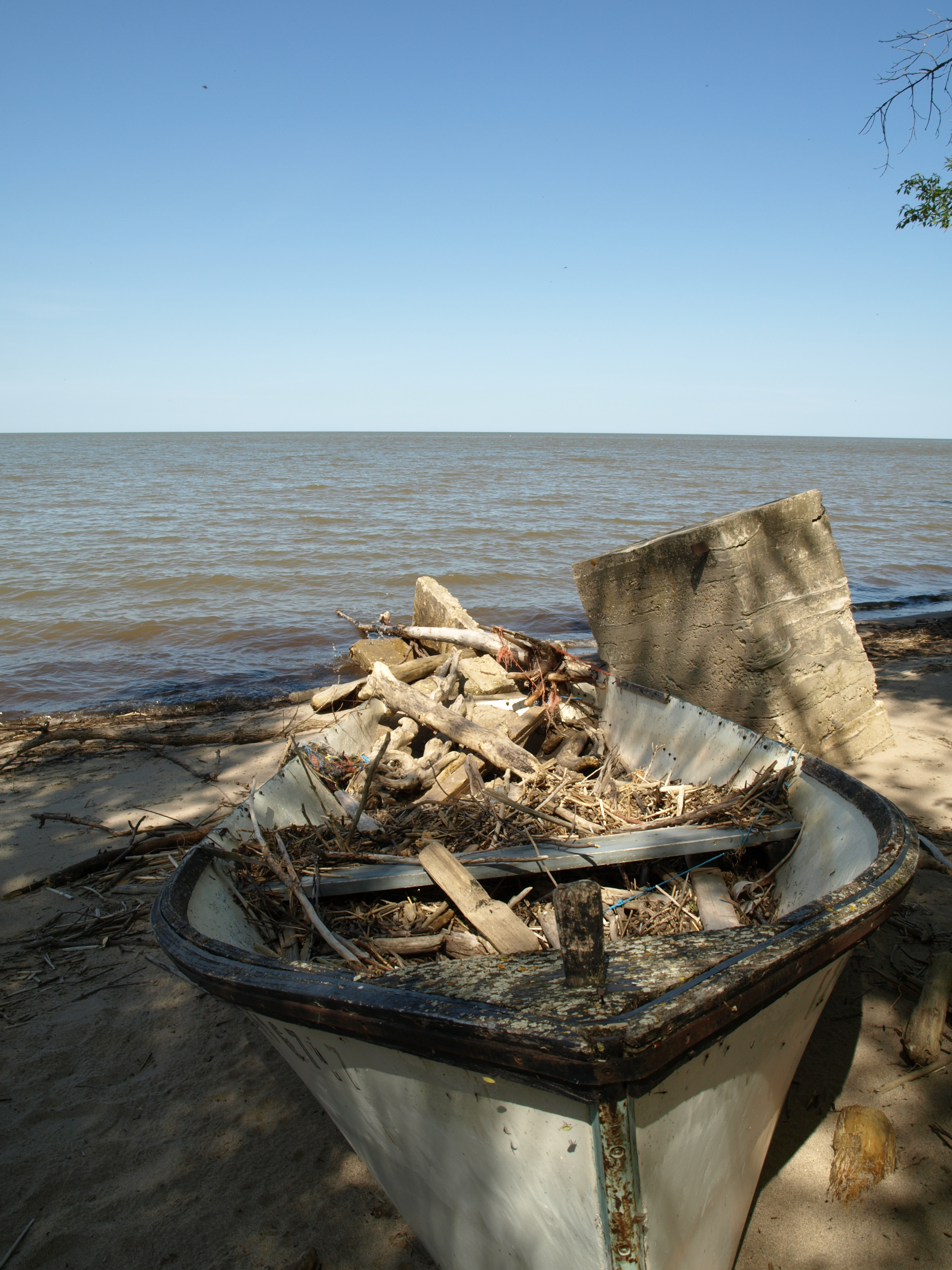
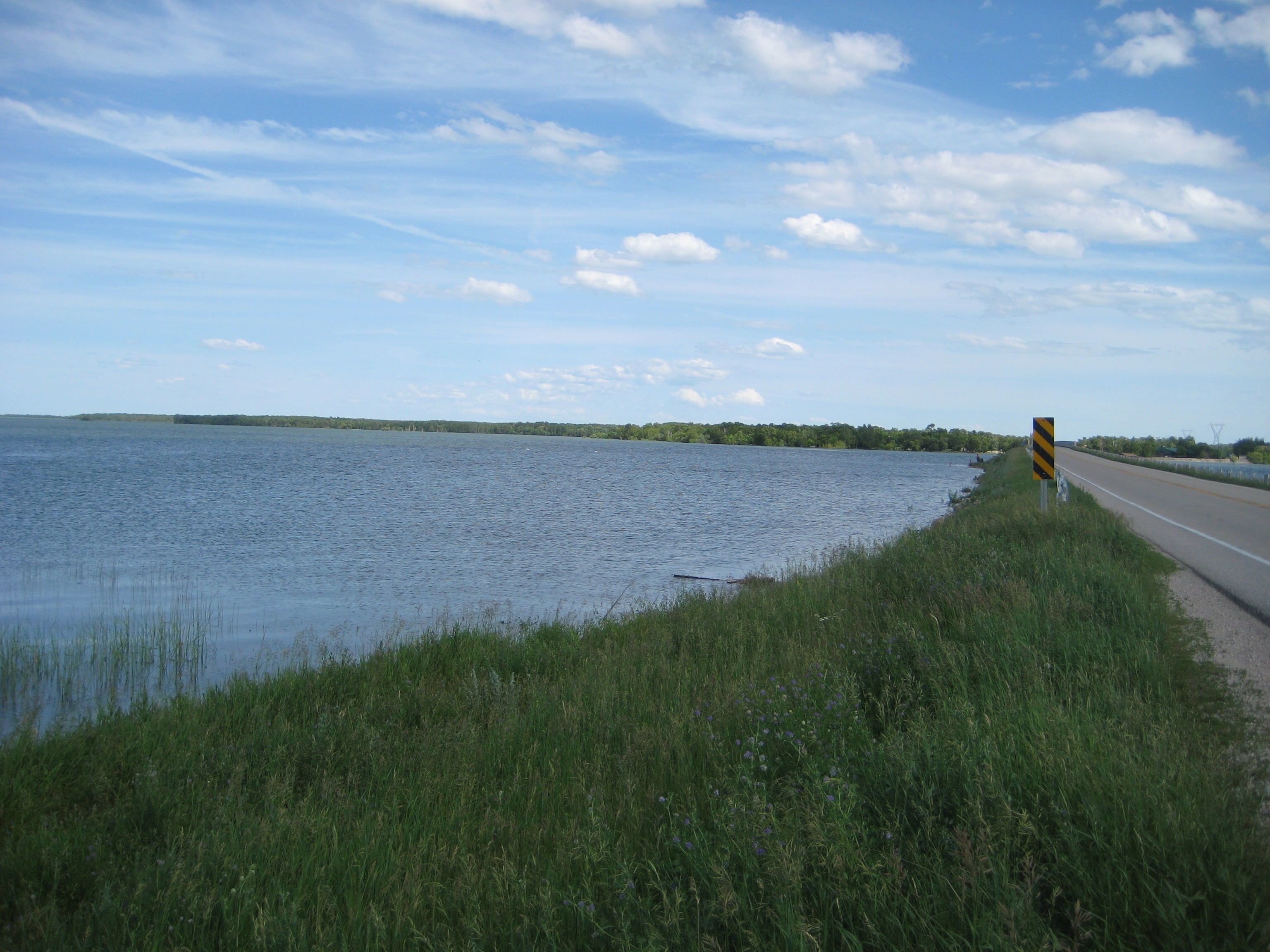
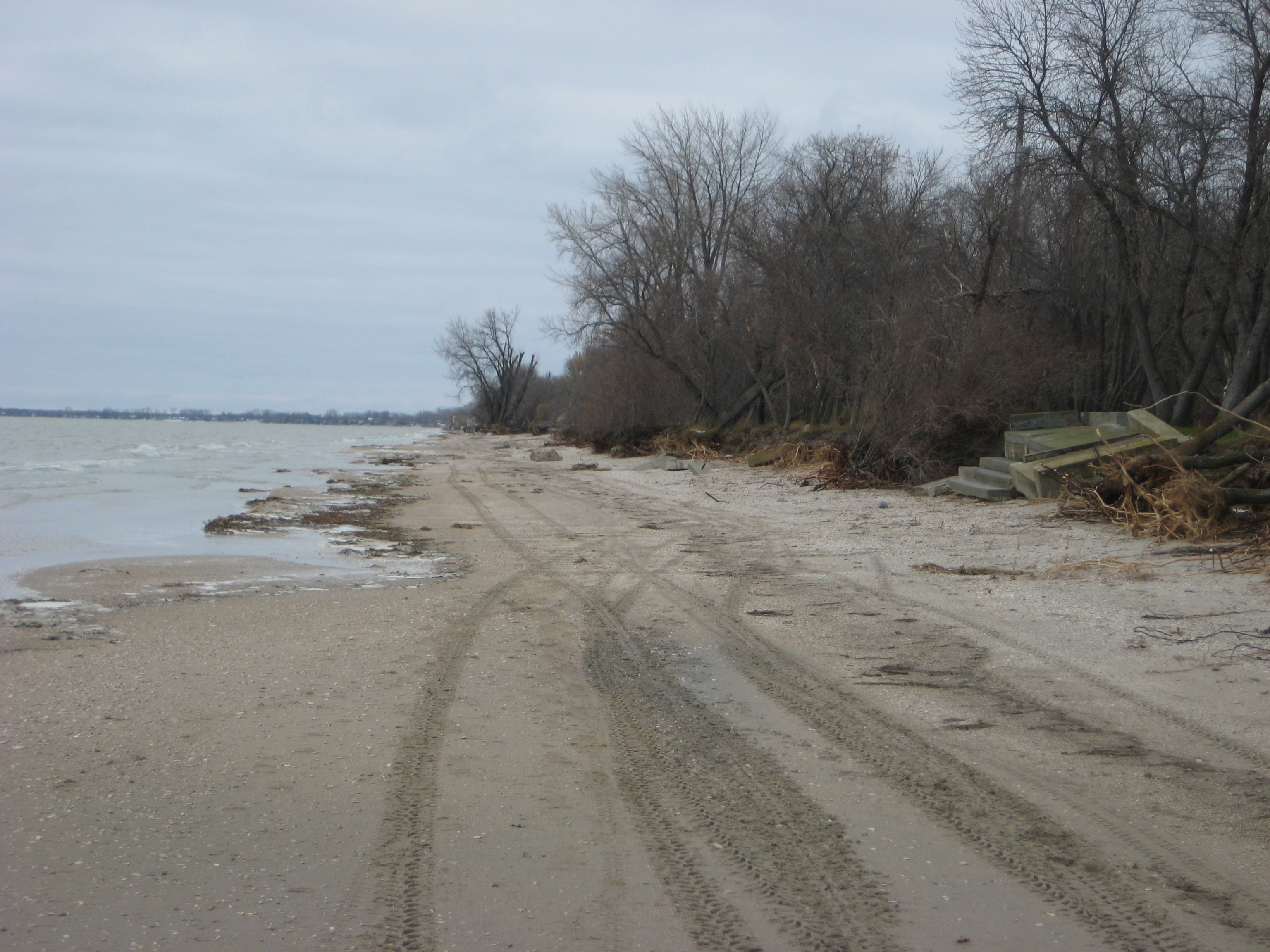